# Коварни улици
„Коварни улици“ (на английски: Mean Streets) е американски филм от 1973 на режисьора Мартин Скорсезе. В него участват изгряващите звезди Робърт Де Ниро и Харви Кайтел. Това е първият от общо осем съвместни филма на Скорсезе и де Ниро и първият филм на Скорсезе, за който той получава одобрението на критиците. В „Коварни улици“ са използвани няколко новаторски технически похвати, които оказват влияние върху идущите режисьори, като например Куентин Тарантино, Спайк Лий, Уонг Карвай, както и много други.

## Сюжет
Малката Италия, Ню Йорк. Чарли е дребен мафиот, който се опитва да се издигне в престъпния свят, но чувството му за дълг към неговия налудничав приятел Джони Бой го възпира. Чарли работи за чичо си, който е клечка в мафията, и събира дълговете, които все още не са изплатени на неговия чичо. Чарли има още един проблем. Той има връзка с братовчедката на Джони Бой, която страда от епилепсия, но чичото е категорично против нея заради заболяването ѝ. Чарли е възпитан в духа на католицизма и прощава твърде лесно, което му пречи да стигне далеч в мафията.

## В ролите
| Изпълнител     | Роля                    |
| -------------- | ----------------------- |
| Харви Кайтел   | Чарли Капа              |
| Робърт Де Ниро | Джон Чивело – Джони Бой |
| Дейвид Провал  | Тони де Виенацо         |
| Ейми Робинсън  | Тереза Рончели          |

## Награди
- Награда на Националното дружество на филмовите критици за най-добра поддържаща мъжка роля — Робърт Де Ниро

## Реплики
- Чарли: Греховете не се изкупуват в църквата. Греховете се изкупуват на улицата. Греховете се изкупуват у дома. Останалото са глупости и ти го знаеш.
- Чарли: Знаете ли какво казала кралицата? „Ако имах топки, щях да съм крал.“

## Зад кулисите
- Първоначално спонсорите искали Джон Войт да играе ролята на Чарли, но той отказва.
- Въпреки че действието във филма се развива в Ню Йорк, малка част от снимките са направени там. Много сцени са заснети в Лос Анджелис, включително сбиването в билярдната зала.